# Polska Scena Punk Vol.2 Czy pamiętasz?
Polska Scena Punk Vol 2. Czy pamiętasz? – album muzyczny zawierający utwory różnych, polskich wykonawców muzycznych zaliczanych do sceny punk rockowej wydany w 2020 r. Ukazał się nakładem wytwórni muzycznej NOG Records, a nośnikiem danych dla ścieżki dźwiękowej była jedna płyta kompaktowa. Była to druga publikacja w ramach nowej odsłony serii albumów wydawanych na płytach kompaktowych przez tę wytwórnię pod szyldem Polska Scena Punk.

## Historia
Pomysł, idea, ale przede wszystkim również możliwość wydania albumów serii Polska Scena Punk wynikły z faktu, że Piotr Giglewicz, lider zespołu Uliczny Opryszek, wcześniej także wspólnie ze swoim bratem, Mariuszem Giglewiczem (w różnych okresach czasu m.in. Nauka o Gównie, Uliczny Opryszek), zgromadził bardzo dużą kolekcję historycznych nagrań, często nigdzie niedostępnych. W kolekcji tej są dema, bootlegi i dawne albumy, często już w czasie ich publikacji trudno dostępne. Pierwsza część publikacji została wydana w kilku albumach muzycznych zamieszczonych na kasetach magnetofonowych. Wydawcą była wytwórnia muzyczna założona przez Mariusza Gilewicza – GRS Tapes – która specjalizowała się w wydawnictwach muzycznych związanych ze sceną niezależną publikowanych właśnie na wspominanych kasetach magnetofonowych.
Po założeniu i zorganizowaniu przez wyżej wymienionego Mariusza Gilewicza nowej wytwórni muzycznej – NOG Records – która dystrybuowała wydawane przez siebie albumu muzyczne już na płytach kompaktowych, powrócono do pomysłu sprzed lat i rozpoczęto wydawanie nowej publikacji seryjnej, stanowiącej kontynuację poprzedniej odsłony, obejmującej wybrane nagrania polskich zespołów punk rockowych i ewentualnie innych, ale związanych ze sceną niezależną, również pod hasłem „Polska Scena Punk”. Jak poprzednio poszczególne części publikacji otrzymywały kolejne numery, z nową numeracją „od początku”, czyli od jedynki (choć pierwszy z albumów nie miał w tytule numeru, który został dodany od drugiej publikacji), ale z dodanym indywidualnym dla każdej z części podtytułem.
Niniejsza część, album muzyczny „Polska Scena Punk Vol 2. Czy pamiętasz?”, jest drugim wydawnictwem w ramach nowej odsłony publikacji seryjnej „Polska Scena Punk”, które ukazało się w 2020 r.. Rok wcześniej, w 2019 r., ukazała się poprzednia część pierwsza wznowionej serii zatytułowana „Polska Scena Punk – Być zawsze sobą”, zamieszczona na jednej płycie kompaktowej i w 2020 r. na dwóch płytach gramofonowych. Natomiast w tym samym roku co niniejsza, druga składanka, ukazała się także następna część – „Polska Scena Punk Vol.3 – Trzeba żyć”, a w następnym roku 2021, część czwarta – „Polska Scena Punk Vol.4 – Wolność” i później następne.

## Muzyka i wykonawcy
Muzyka zaprezentowana w ramach albumu należy do kilku nurtów muzycznych przynależnych do gatunku muzycznego jakim jest rock, przy czym wykonawcy, których utwory zamieszczono w tym wydaniu postrzegani są jako przynależni do muzycznej sceny alternatywnej, niezależnej. Pośród wspominanych nurtów muzycznych, do których zaliczane są prezentowane utwory, dominuje punk rock.
W albumie znajdują się utwory muzyczne 25 różnych wykonawców muzycznych, przy czym zamieszczono po jednym utworze każdego z nich. Są to następujące zespoły i wykonawca soloy: Amarena, Arbeit Kommando, Babayaga Ojo, Bang Bang, Contrapunk, Czerwone Kościoły, Defloracja, Do Góry Nogami, Garbate Aniołki, Janusz Reichel, Kyrie Eleison, Nauka o Gównie, Punk Brothers, Reakcja, Robotnik, Starcie, Skacowani, Stress, T-Birds, The Thinners, Uliczny Opryszek, WSK Punk, Zakaz Oddychania, Zakaz Posiadania, Zakon Żebrzących.

## Album
Jak wyżej wspomniano album wydany został na nośniku danych dla ścieżki dźwiękowej, którym jest jedna płyta kompaktowa. Została ona umieszczona w standardowym opakowaniu typu digipack. W ramach katalog wydawcy, firmy NOG Records, album ma przypisany identyfikator wydawnictwa – 007 (NR 007). Płyta kompaktowa otrzymała oznaczenie Matrix / Runout (PSP # 2): 2609902503 R5824. Za realizację dźwięku odpowiadał Norbert Krupa, a osobą odpowiedzialną za okładkę, zdjęcia, grafikę i design był pan Waldemar Dylewski.
Podtytuł „Czy Pamiętasz?” został zaczerpnięty z tytułu jednego z utwór zamieszczonych w albumie. Jest to piosenka numer 23 zespołu The Thinners, która nosi właśnie taki tytuł – „Czy Pamiętasz?”.
Album został wydany pod patronatem kampanii społecznej prowadzonej pod hasłem „Muzyka Przeciwko Rasizmowi”, zapoczątkowanej przez Marcina Kornaka i realizowanej przez Stowarzyszenie „Nigdy Więcej”. W związku z tym na okładce albumu zamieszczono logo wymienionej akcji. Stowarzyszenie „Nigdy Więcej” na długiej liście wykonawców muzycznych i wydawnictw zamieszczających logo akcji „Muzyka Przeciwko Rasizmowi” prezentowanej na stronie stowarzyszenia, pomija jednak ten album.
Niniejszy album jest odrębnym wydawnictwem, z zupełnie nowym zestawieniem utworów muzycznych, innym niż wydany na kasecie magnetofonowej w części pierwszej serii album „Polska Scena Punk Vol.2”.

## Utwory
| Lp | Wykonawca         | Tytuł                             | Czas (min:sek) |
| -- | ----------------- | --------------------------------- | -------------- |
| 1  | Bang Bang         | Złe dzielnice                     | 2:50           |
| 2  | Uliczny Opryszek  | Jestem nie normalny               | 2:29           |
| 3  | Nauka o Gównie    | Jedzenie zamiast bomb             | 2:37           |
| 4  | Skacowani         | Janosik                           | 4:29           |
| 5  | Czerwone Kościoły | Świat z zepsutymi ludźmi          | 3:18           |
| 6  | T-Birds           | Wyznanie                          | 2:48           |
| 7  | Garbate Aniołki   | Burza                             | 2:39           |
| 8  | Stress            | Orzeł w koronie                   | 4:30           |
| 9  | Robotnik          | Dla kolesia Hozika                | 2:09           |
| 10 | Reakcja           | Puszka                            | 3:28           |
| 11 | Zakaz Posiadania  | Dzień                             | 3:50           |
| 12 | Contrapunk        | Contrapunk                        | 3:02           |
| 13 | WSK Punk          | Ja wiem Ty wiesz                  | 2:14           |
| 14 | Punk Brothers     | Nowa rzeczywistość                | 2:56           |
| 15 | Defloracja        | Dla nadziei                       | 3:41           |
| 16 | Arbeit Kommando   | Policja                           | 2:34           |
| 17 | Zakaz Oddychania  | Przeciwko                         | 2:28           |
| 18 | Zakon Żebrzących  | 1 Maja                            | 4:08           |
| 19 | Starcie           | Tacy sami                         | 2:54           |
| 20 | Do Góry Nogami    | Ostatnie stadium powszechnego snu | 2:13           |
| 21 | Janusz Reichel    | Kanibaizm                         | 1:41           |
| 22 | Babayaga Ojo      | Załogowcy                         | 2:46           |
| 23 | The Thinners      | Czy pamiętasz?                    | 4:02           |
| 24 | Kyrie Eleison     | Brzozów miasto przeklęte          | 3:33           |
| 25 | Amarena           | Regres                            | 1:56           |

## Odbiór i oceny
Album w serwisie internetowym Discogs otrzymał ocenę, według stanu na styczeń 2025 r. – (Avg Rating):  (3.6/5 przy 5 oceniających), przy czym pośród osób przynależących do tej społeczności internetowej w tym czasie 20 osób deklarowało posiadania albumu, a 2 osoby, iż chciałyby go posiadać. Natomiast w sklepie internetowym Empik otrzymał ocenę, według stanu na styczeń 2025 r.:  (5/5 przy 3 oceniających).